# Papp Ibolya
Papp Ibolya (Budapest, 1925. július 22. –) magyar színésznő.

## Életpályája
Az Országos Színészegyesület Színészképző Iskolájában 1943-ban kapott színészi oklevelet. Pályáját a Miskolci Nemzeti Színházban kezdte. 1946-tól a Pécsi Nemzeti Színházhoz szerződött. 1952-től a kecskeméti Katona József Színház színésznője volt. 1958-tól a Magyar Néphadsereg Művészegyüttesében játszott. 1966-tól szabadfoglalkozású művészként dolgozott. 1971-től tíz évig a Budapesti Gyermekszínház tagja volt. Férje Bay Gyula színművész, író volt. Közös gyermekük, Bay Éva televíziós bemondóként és műsorvezetőként lett ismert.

## Fontosabb színpadi szerepei
- Molière: Tartuffe... Elmira
- Molière: Kényeskedők ... Magdus
- Eugène Scribe: Egy pohár víz... Királynő
- George Bernard Shaw: Pygmalion... Mrs. Pearce
- Makszim Gorkij: Kispolgárok... Jelena
- Nyikolaj Vasziljevics Gogol: A revizor... Fevrenya Peslepkina
- Lope de Vega: A kertész kutyája... Marcela
- Dario Niccodemi: Tacskó... Emilia
- Jaroszlav Klíma: A szerencse nem pottyan az égből... Anicska
- Heltai Jenő: A néma levente... Beatrix
- Barta Lajos: Zsuzsi... Zsuzsi
- Vaszary Gábor: Bubus... Olga
- Gárdonyi Géza: Ida regénye... Panni
- Móricz Zsigmond: Sári bíró... Terka
- Móricz Zsigmond: Nem élhetek muzsikaszó nélkül... Kisvicákné
- Móricz Zsigmond: Pillangó... Hitves Pálné
- Emőd Tamás – Török Rezső: Harapós férj... Irmike
- Csizmarek Mátyás: Bútorozott szoba kiadó ... Ágnes
- Csizmarek Mátyás: Bújócska... Olga
- Békeffi István – Méray Tibor – Kellér Dezső: Palotaszálló ... Anna
- Schönthan testvérek – Kellér Dezső: A szabin nők elrablása... Retteginé; Irma
- Eisemann Mihály: Meseáruház... Kovács Mici
- Lehár Ferenc: A víg özvegy... Sylviane

## Filmes és televíziós szerepei
- A csodálatos jávorfák (1981)... Dolgos Vaszilisza